# Trixi Delgado
Beatrix Delgado  (21 de junio de 1966, Davos, Suiza) es una cantante suiza, mayormente conocida por ser vocalista de la banda Masterboy de origen alemán y estilo de música eurodance , que fue muy popular en la década de los 90. Su voz era oída en el con las canciones Everybody Needs Somebody (to love), Feel the Heat Of The Night y Land Of Dreaming.

## Discografía

### Álbumes de estudio
| The Masterboy Family                    | - Fecha de lanzamiento: 1991 - Label: Polydor - Formats: CD                 | —  | —  | —  | —  | —  |
| Feeling Alright                         | - Release date: 1993 - Label: Polydor - Formats: CD                         | —  | —  | —  | —  | —  |
| Different Dreams                        | - Fecha de lanzamiento: 15 de agosto de 1994 - Label: Polydor - Formats: CD | —  | —  | 19 | —  | 23 |
| Generation of Love - The Album          | - Release date: 1995 - Label: Club Zone - Formats: CD                       | 36 | —  | 37 | —  | 29 |
| Colours                                 | - Release date: 1996 - Label: Club Zone - Formats: CD                       | —  | 27 | 32 | 58 | 39 |
| Best of Masterboy                       | - Release date: 3 de julio de 2000 - Label: Zeitgeist - Formats: CD         | —  | —  | 54 | —  | —  |
| "—" denotes releases that did not chart |                                                                             |    |    |    |    |    |

### Singles
| 1990                                                                       | "Dance to the Beat""              | —  | —  | —  | —  | 26 | —  | —  | —  | —  |  | The Masterboy Family           |
| 1991                                                                       | "Shake It Up and Dance"           | —  | —  | —  | —  | 32 | —  | —  | —  | —  |  | The Masterboy Family           |
| 1992                                                                       | "Keep on Dancing"                 | —  | —  | —  | —  | —  | —  | —  | —  | —  |  | The Masterboy Family           |
| 1992                                                                       | "O-Oh Noche Del Amor"             | —  | —  | —  | —  | —  | —  | —  | —  | —  |  | Single only                    |
| 1993                                                                       | "Fall in Trance"                  | —  | —  | —  | —  | —  | —  | —  | —  | —  |  | Feeling Alright                |
| 1993                                                                       | "Everybody Needs Somebody"        | 24 | —  | 15 | —  | 41 | —  | —  | —  | 91 |  | Feeling Alright                |
| 1994                                                                       | "I Got to Give It Up"             | 25 | —  | 17 | 41 | 13 | —  | —  | 17 | —  |  | Different Dreams               |
| 1994                                                                       | "Feel the Heat of the Night"      | 10 | —  | —  | 2  | 8  | —  | 37 | 16 | 82 |  | Different Dreams               |
| 1994                                                                       | "Is This the Love"                | 8  | —  | 19 | 12 | 11 | —  | 37 | 20 | —  |  | Different Dreams               |
| 1994                                                                       | "Different Dreams"                | —  | —  | —  | 16 | —  | —  | —  | —  | —  |  | Different Dreams               |
| 1995                                                                       | "Megamix"                         | —  | —  | —  | 11 | —  | —  | —  | —  | —  |  | Single only                    |
| 1995                                                                       | "Generation of Love"              | 15 | 12 | 6  | 8  | 16 | —  | 20 | 19 | —  |  | Generation of Love - The Album |
| 1995                                                                       | "Anybody (Movin' On)"             | 20 | 16 | 8  | 20 | 26 | —  | 22 | 29 | —  |  | Generation of Love - The Album |
| 1996                                                                       | "Land of Dreaming"                | 26 | —  | 15 | 22 | 12 | 19 | 32 | 20 | 80 |  | Generation of Love - The Album |
| 1996                                                                       | "Mister Feeling"                  | 20 | —  | —  | —  | 12 | —  | —  | 16 | —  |  | Colours                        |
| 1996                                                                       | "Show Me Colours"                 | 23 | —  | 10 | 31 | 24 | —  | 44 | 42 | —  |  | Colours                        |
| 1997                                                                       | "Just For You"                    | —  | —  | —  | —  | 50 | —  | —  | 50 | —  |  | Colours                        |
| 1997                                                                       | "La Ola Hand In Hand"             | —  | —  | —  | —  | 44 | —  | —  | —  | —  |  | Colours                        |
| 1998                                                                       | "Dancin' Forever"                 | —  | —  | —  | —  | 55 | —  | —  | —  | —  |  | Single only                    |
| 1999                                                                       | "Porque te vas"                   | —  | —  | —  | —  | 26 | —  | —  | 21 | —  |  | Best of Masterboy              |
| 1999                                                                       | "I Like to Like It"               | —  | —  | —  | —  | 47 | —  | —  | 69 | —  |  | Best of Masterboy              |
| 2000                                                                       | "Feel the Heat 2000"              | —  | —  | —  | —  | 87 | —  | —  | —  | —  |  | Best of Masterboy              |
| 2001                                                                       | "Ride Like the Wind"              | —  | —  | —  | —  | —  | —  | —  | —  | —  |  | Singles only                   |
| 2002                                                                       | "I Need a Lover Tonight"          | —  | —  | —  | —  | 72 | —  | —  | —  | —  |  | Singles only                   |
| 2003                                                                       | "Feel the Heat of the Night 2003" | 51 | —  | —  | —  | 67 | —  | —  | —  | —  |  | Singles only                   |
| "*" denotes unknown peak positions "—" denotes releases that did not chart |                                   |    |    |    |    |    |    |    |    |    |  |                                |